# Limaformosa guirali
Limaformosa guirali — вид змій родини Lamprophiidae. Мешкає в Західній і Центральній Африці.

## Поширення і екологія
Limaformosa guirali поширені від Сьєрра-Леоне і Ліберії на схід до Демократичної Республіки Конго. Вони живуть у вологих рівнинних тропічних лісах та у вологих саванах, на висоті до 1200 м над рівнем моря.